# Pappa jagar utomjordingar
Pappa jagar utomjordingar (originaltitel: My Dad the Bounty Hunter) är en amerikansk animerad äventyrs- och actionserie vars första säsong hade premiär i februari 2023. Andra säsongen hade premiär den 17 augusti 2023 på Netflix. Första och andra säsongen består av 10 avsnitt vardera. Serien är skapad av Everett Downing Jr. och Patrick Harpin, som även medverkat i seriens manusskrivande.

## Handling
Serien kretsar kring en intergalaktisk prisjägare. När hans två barn av misstag råkar följa med honom tar han papparollen till nya höjder.

## Rollista (i urval)
- Laz Alonso – Terry / Sabo Brok
- Yvonne Orji – Tess
- Priah Ferguson – Lisa
- Jecobi Swain – Sean
- Yvette Nicole Brown – KRS
- Rob Riggle – Glorlox
- Maddie Taylor – Torga
- Everett Downing Jr. – Bogdog
- Kari Wahlgren – Lootbat
- Jamie Chung – Vax
- Jim Rash – Fixer